# Manchester United F.C. mùa bóng 1988-89
Mùa giải 1988–89 là mùa giải thứ 87 của Manchester United trong hệ thống bóng đá Anh, và là mùa giải thứ 14 liên tiếp của họ ở giải đấu hàng đầu của bóng đá Anh.  Mặc dù về nhì trong mùa giải 1987–88, Manchester United đã không được phép thi đấu tại UEFA Cup vào năm 1988–89 do lệnh cấm đối với các câu lạc bộ Anh ở châu Âu kể từ sau thảm họa Heysel.
Cựu tiền đạo Manchester United, Mark Hughes đã trở lại câu lạc bộ sau những mùa giải tại Barcelona và Bayern Munich, kết thúc mùa giải với tư cách Cầu thủ xuất sắc nhất năm của PFA và cũng là vua phá lưới của United cùng với Brian McClair với 16 bàn thắng trên mọi đấu trường.
United đã cố gắng ký hợp đồng với tiền vệ Paul Gascoigne từ Newcastle United vào cuối mùa, nhưng đã thất bại trước Tottenham Hotspur.
Mùa giải này cũng đánh dấu sự phát triển vượt bậc của những phát hiện mới. Cầu thủ chạy cánh 17 tuổi Lee Sharpe đã được mang về từ Torquay United và trở thành một quân bài dự bị chiến lược, xuất hiện ở vị trí hậu vệ trái hoặc tiền vệ cánh trái. Hậu vệ cánh Lee Martin, người đã ra mắt vào cuối mùa giải trước, đã trở thành sự lựa chọn thường xuyên ở hai bên hàng thủ trong suốt mùa giải. Trên hàng công, Mark Robins đã có trận ra mắt đầu mùa giải và ra sân 10 lần cho đội một, dù chỉ đá chính  một lần. Trung vệ trẻ Russell Beardsmore đã ghi bàn và có 2 kiến tạo trong chiến thắng 3-1 của United trước Liverpool vào ngày đầu năm mới, trong một trong những lần ra sân đầu tiên của anh cho đội một. Các tiền vệ Deiniol Graham và Tony Gill cũng đã vào đội một trong mùa giải, nhưng chỉ xuất hiện không thường xuyên, và Gill bị gãy mắt cá chân, cuối cùng buộc anh phải nghỉ thi đấu. Cầu thủ chạy cánh 19 tuổi Giuliano Maiorana đã được ký hợp đồng từ Histon không thuộc giải đấu và chơi sáu lần cho đội một, bao gồm một màn trình diễn rất hứa hẹn trong trận hòa 1-1 trên sân nhà với Arsenal tại giải vô địch quốc gia.
Một người mới trong đội là thủ môn Jim Leighton, người chỉ để thủng lưới 35 bàn sau 38 trận ở giải VĐQG và giữ sạch lưới 15 trận. Các bản hợp đồng giữa mùa là hậu vệ Mal Donaghy từ Luton Town và cầu thủ chạy cánh Ralph Milne từ Bristol City. Đó là mùa giải cuối cùng tại câu lạc bộ của Gordon Strachan, người đã rời đi vào tháng 3, và sau đó là sự ra đi của Norman Whiteside và Paul McGrath vào cuối mùa giải, trong khi Remi Moses nghỉ hưu vì chấn thương.
United đã có một khởi đầu chậm chạp trong giải đấu, bao gồm chuỗi chín trận không thắng, trong đó bao gồm tám trận hòa và một trận thua, từ tháng 9 đến tháng 11, tiếp theo là một phong độ mạnh mẽ giữa mùa giải đã đưa họ từ giữa bảng lên top ba, trước đó. một chuỗi kết quả đáng thất vọng trong mùa giải đã kéo họ xuống vị trí thứ 11 trên bảng xếp hạng. United đã sớm bị loại khỏi League Cup và đánh mất cơ hội giành danh hiệu cuối cùng vào tháng 3 khi bị Nottingham Forest đánh bại tại Old Trafford ở tứ kết FA Cup.
Vào cuối mùa giải, rõ ràng là đội United cần tăng cường hơn nữa để thúc đẩy các danh hiệu trong giai đoạn 1989–90. Trong vài tháng, Man United được cho là đã theo sát để có được chữ ký của trung vệ tuyển thủ người Anh Neil Webb, người đã bày tỏ mong muốn rời Nottingham Forest sau 4 mùa giải thành công. Một thỏa thuận đã sớm được ký hợp đồng với cầu thủ này, cùng với bản hợp đồng khác mang tên Mike Phelan của Norwich City.

## Giao hữu
| Ngày                 | Đối thủ            | Sân nhà/khách | Tỉ số | Cầu thủ ghi bàn                                          | Số lượng khán giả |
| -------------------- | ------------------ | ------------- | ----- | -------------------------------------------------------- | ----------------- |
| 6 tháng 8 năm 1988   | Laxå               | A             | 4–0   | McClair, Hughes, Olsen, Karlsson (o.g.)                  | 1,521             |
| 10 tháng 8 năm 1988  | Vålerenga          | A             | 0–0   |                                                          | 6,296             |
| 11 tháng 8 năm 1988  | Karlstad           | A             | 6–0   | McClair, O'Brien, Strachan, Davenport, Hughes, Dalton    | 3,461             |
| 14 tháng 8 năm 1988  | Trollhättan        | A             | 8–1   | Davenport (3), O'Brien, Strachan, McClair, Hughes, Olsen | 3,018             |
| 16 tháng 8 năm 1988  | Hamburg            | H             | 0–0   |                                                          | 14,348            |
| 21 tháng 8 năm1988   | Manchester City    | H             | 5–2   | McClair (2; 1 pen), Olsen, Hughes, Martin                | 25,432            |
| 3 tháng 10 năm 1988  | Hibernian          | A             | 3–0   | Wilson, Hughes, Robins                                   | 14,236            |
| 29 tháng 11 năm 1988 | Birmingham City    | A             | 5–2   | Hughes, McClair (pen.), Robson, Blackmore, Robins        | 8,993             |
| 1 tháng 3 năm 1989   | Queen of the South | A             | 6–3   | McClair (2), Robins (2), Donaghy, Gill (pen.)            | 3,776             |
| 20 tháng 5 năm 1989  | Histon             | N             | 3–1   | Toal, Blackmore, Hughes                                  |                   |

## First Division
| Ngày                 | Đối thủ             | Sân nhà/khách | Tỉ số | Cầu thủ ghi bàn                         | Số lượng khán giả | Thứ hạng |
| -------------------- | ------------------- | ------------- | ----- | --------------------------------------- | ----------------- | -------- |
| 27 tháng 8 năm1988   | Queens Park Rangers | H             | 0–0   |                                         | 46,377            | 10       |
| 3 tháng 9 năm 1988   | Liverpool           | A             | 0–1   |                                         | 42,026            | 14       |
| 10 tháng 9 năm 1988  | Middlesbrough       | H             | 1–0   | Robson 70'                              | 40,422            | 10       |
| 17 tháng 9 năm 1988  | Luton Town          | A             | 2–0   | Davenport 19', Robson 84'               | 11,010            | 8        |
| 24 tháng 9 năm 1988  | West Ham United     | H             | 2–0   | Davenport 37', Hughes 67'               | 39,941            | 5        |
| 1 tháng 10 năm 1988  | Tottenham Hotspur   | A             | 2–2   | Hughes 43', McClair 72'                 | 29,318            | 5        |
| 22 tháng 10 năm 1988 | Wimbledon           | A             | 1–1   | Hughes 23'                              | 12,143            | 7        |
| 26 tháng 10 năm 1988 | Norwich City        | H             | 1–2   | Hughes 59'                              | 36,998            | 8        |
| 30 tháng 10 năm 1988 | Everton             | A             | 1–1   | Hughes 69'                              | 27,005            | 10       |
| 5 tháng 11 năm 1988  | Aston Villa         | H             | 1–1   | Bruce 42'                               | 44,804            | 11       |
| 12 tháng 11 năm 1988 | Derby County        | A             | 2–2   | Hughes 42', McClair 64'                 | 24,080            | 11       |
| 19 tháng 11 năm 1988 | Southampton         | H             | 2–2   | Robson 16', Hughes 53'                  | 37,277            | 11       |
| 23 tháng 11 năm 1988 | Sheffield Wednesday | H             | 1–1   | Hughes 83'                              | 30,849            | 9        |
| 27 tháng 11 năm 1988 | Newcastle United    | A             | 0–0   |                                         | 20,350            | 11       |
| 3 tháng 12 năm 1988  | Charlton Athletic   | H             | 3–0   | Milne 22', McClair 55', Hughes 78'      | 31,173            | 9        |
| 10 tháng 12 năm 1988 | Coventry City       | A             | 0–1   |                                         | 19,936            | 10       |
| 17 tháng 12 năm 1988 | Arsenal             | A             | 1–2   | Hughes 81'                              | 37,422            | 10       |
| 26 tháng 12 năm 1988 | Nottingham Forest   | H             | 2–0   | Milne 23', Hughes 53'                   | 39,582            | 9        |
| 1 tháng 1 năm 1989   | Liverpool           | H             | 3–1   | McClair 71', Hughes 75', Beardsmore 77' | 44,745            | 6        |
| 2 tháng 1 năm 1989   | Middlesbrough       | A             | 0–1   |                                         | 24,411            | 9        |
| 14 tháng 1 năm 1989  | Millwall            | H             | 3–0   | Blackmore 12', Gill 23', Hughes 73'     | 40,931            | 6        |
| 21 tháng 1 năm 1989  | West Ham United     | A             | 3–1   | Strachan 28', Martin 55', McClair 60'   | 29,822            | 6        |
| 5 tháng 2 năm 1989   | Tottenham Hotspur   | H             | 1–0   | McClair 57'                             | 41,423            | 5        |
| 11 tháng 2 năm 1989  | Sheffield Wednesday | A             | 2–0   | McClair (2) 37', 61'                    | 34,820            | 3        |
| 25 tháng 2 năm 1989  | Norwich City        | A             | 1–2   | McGrath 82'                             | 23,155            | 5        |
| 12 tháng 3 năm 1989  | Aston Villa         | A             | 0–0   |                                         | 28,332            | 7        |
| 25 tháng 3 năm 1989  | Luton Town          | H             | 2–0   | Milne 3', Blackmore 25'                 | 36,335            | 6        |
| 27 tháng 3 năm 1989  | Nottingham Forest   | A             | 0–2   |                                         | 30,092            | 7        |
| 2 tháng 4 năm 1989   | Arsenal             | H             | 1–1   | Adams 85' (o.g.)                        | 37,977            | 10       |
| 8 tháng 4 năm 1989   | Millwall            | A             | 0–0   |                                         | 17,523            | 10       |
| 15 tháng 4 năm 1989  | Derby County        | H             | 0–2   |                                         | 34,145            | 10       |
| 22 tháng 4 năm 1989  | Charlton Athletic   | A             | 0–1   |                                         | 12,055            | 10       |
| 29 tháng 4 năm 1989  | Coventry City       | H             | 0–1   |                                         | 29,799            | 11       |
| 2 tháng 5 năm 1989   | Wimbledon           | H             | 1–0   | McClair 89'                             | 23,368            | 10       |
| 6 tháng 5 năm 1989   | Southampton         | A             | 1–2   | Beardsmore 54'                          | 17,021            | 10       |
| 8 tháng 5 năm 1989   | Queens Park Rangers | A             | 2–3   | Bruce 15', Blackmore 22'                | 10,017            | 11       |
| 10 tháng 5 năm 1989  | Everton             | H             | 1–2   | Hughes 32'                              | 26,722            | 11       |
| 13 tháng 5 năm 1989  | Newcastle United    | H             | 2–0   | McClair 75', Robson 82'                 | 30,379            | 10       |

## FA Cup
| Ngày                | Vòng                    | Đối thủ             | Sân nhà/khách | Tỉ số        | Cầu thủ ghi bàn                                           | Số lượng khán giả |
| ------------------- | ----------------------- | ------------------- | ------------- | ------------ | --------------------------------------------------------- | ----------------- |
| 7 tháng 1 năm 1989  | Vòng 3                  | Queens Park Rangers | H             | 0–0          |                                                           | 36,222            |
| 11 tháng 1 năm 1989 | Vòng 3 (đá lại)         | Queens Park Rangers | A             | 2–2 (a.e.t.) | Gill 75', Graham 104'                                     | 22,236            |
| 23 tháng 1 năm 1989 | Vòng 3 (đá lại lần hai) | Queens Park Rangers | H             | 3–0          | McClair (2) 55' (pen.), 79', Robson 72'                   | 46,257            |
| 28 tháng 1 năm 1989 | Vòng 4                  | Oxford United       | H             | 4–0          | Hughes 10', Bruce 61', J. Phillips 63' (o.g.), Robson 82' | 47,445            |
| 18 tháng 2 năm 1989 | Vòng 5                  | Bournemouth         | A             | 1–1          | Hughes 53'                                                | 12,708            |
| 22 tháng 2 năm 1989 | Vòng 5 (đá lại)         | Bournemouth         | H             | 1–0          | McClair 19'                                               | 52,422            |
| 18 tháng 3 năm 1989 | Vòng 6                  | Nottingham Forest   | H             | 0–1          |                                                           | 55,040            |

## Cúp liên đoàn
| Ngày                | Vòng             | Đối thủ          | Sân nhà/khách | Tỉ số | Cầu thủ ghi bàn                                  | Số lượng khán giả |
| ------------------- | ---------------- | ---------------- | ------------- | ----- | ------------------------------------------------ | ----------------- |
| 28 tháng 9 năm 1988 | Vòng 2 (lượt đi) | Rotherham United | A             | 1–0   | Davenport 60'                                    | 12,588            |
| 12 tháng 9 năm 1988 | Vòng 2 (lượt về) | Rotherham United | H             | 5–0   | McClair (3) 27', 29', 69', Robson 35', Bruce 48' | 20,597            |
| 2 tháng 11 năm 1988 | Vòng 3           | Wimbledon        | A             | 1–2   | Robson 30'                                       | 10,864            |

## Football League Centenary Trophy
| Ngày                | Vòng      | Đối thủ          | Sân nhà/khách | Tỉ số        | Cầu thủ ghi bàn         | Số lượng khán giả |
| ------------------- | --------- | ---------------- | ------------- | ------------ | ----------------------- | ----------------- |
| 29 tháng 8 năm 1988 | Tứ kết    | Everton          | H             | 1–0          | Strachan 66'            | 16,439            |
| 21 tháng 9 năm 1988 | Bán kết   | Newcastle United | H             | 2–0 (a.e.t.) | Bruce 91', McClair 101' | 14,968            |
| 9 tháng 10 năm 1988 | Chung kết | Arsenal          | N             | 1–2          | Blackmore 84'           | 22,182            |

## Thống kê đội hình
| Vị trí | Tên                | Giải VĐQG | Giải VĐQG | FA Cup | FA Cup | Cúp liên đoàn | Cúp liên đoàn | Tổng cộng | Tổng cộng |
| Vị trí | Tên                | Trận      | Bàn       | Trận   | Bàn    | Trận          | Bàn           | Trận      | Bàn       |
| ------ | ------------------ | --------- | --------- | ------ | ------ | ------------- | ------------- | --------- | --------- |
| TM     | Jim Leighton       | 38        | 0         | 7      | 0      | 3             | 0             | 48        | 0         |
| HV     | Viv Anderson       | 5(1)      | 0         | 0      | 0      | 0(1)          | 0             | 6(2)      | 0         |
| HV     | Clayton Blackmore  | 26(2)     | 3         | 5(1)   | 0      | 3             | 0             | 34(3)     | 3         |
| HV     | Steve Bruce        | 38        | 2         | 7      | 1      | 3             | 1             | 48        | 4         |
| HV     | Mal Donaghy        | 30        | 0         | 7      | 0      | 0             | 0             | 37        | 0         |
| HV     | Mike Duxbury       | 16(2)     | 0         | 0      | 0      | 3             | 0             | 19(2)     | 0         |
| HV     | Billy Garton       | 13(1)     | 0         | 0      | 0      | 2             | 0             | 15(1)     | 0         |
| HV     | Colin Gibson       | 1(1)      | 0         | 0      | 0      | 1             | 0             | 2(1)      | 0         |
| HV     | Lee Martin         | 20(4)     | 1         | 4(1)   | 0      | 0             | 0             | 24(5)     | 1         |
| HV     | Paul McGrath       | 18(2)     | 1         | 4(1)   | 0      | 1             | 0             | 23(3)     | 1         |
| TV     | Russell Beardsmore | 17(6))    | 2         | 3(2)   | 0      | 1(1)          | 0             | 21(9)     | 2         |
| TV     | Tony Gill          | 4(5)      | 1         | 2(2)   | 0      | 0             | 0             | 6(7)      | 2         |
| TV     | Deiniol Graham     | 0         | 0         | 0(1)   | 1      | 0             | 0             | 0(1)      | 1         |
| TV     | Ralph Milne        | 19(3)     | 3         | 7      | 0      | 0             | 0             | 26(3)     | 3         |
| TV     | Liam O'Brien       | 1(2)      | 0         | 0      | 0      | 1             | 0             | 2(2)      | 0         |
| TV     | Jesper Olsen       | 6(4)      | 0         | 0      | 0      | 1(1)          | 0             | 7(5)      | 0         |
| TV     | Bryan Robson       | 34        | 4         | 6      | 2      | 3             | 2             | 43        | 8         |
| TV     | Lee Sharpe         | 19(3)     | 0         | 5(1)   | 0      | 2             | 0             | 26(4)     | 0         |
| TV     | Gordon Strachan    | 21        | 1         | 5(0)   | 0      | 2(1)          | 0             | 28(1)     | 1         |
| TV     | Norman Whiteside   | 6         | 0         | 0      | 0      | 0             | 0             | 6         | 0         |
| TV     | David Wilson       | 0(4)      | 0         | 0(2)   | 0      | 0             | 0             | 0(6)      | 0         |
| TĐ     | Derek Brazil       | 0(1)      | 0         | 0      | 0      | 0             | 0             | 0(1)      | 0         |
| TĐ     | Peter Davenport    | 7(1)      | 2         | 0      | 0      | 1(1)          | 1             | 8(2)      | 3         |
| TĐ     | Mark Hughes        | 38        | 14        | 7      | 2      | 3             | 0             | 48        | 16        |
| TĐ     | Giuliano Maiorana  | 2(4)      | 0         | 0      | 0      | 0             | 0             | 2(4)      | 0         |
| TĐ     | Brian McClair      | 38        | 10        | 7      | 3      | 3             | 3             | 48        | 16        |
| TĐ     | Mark Robins        | 1(9)      | 0         | 1      | 0      | 0(1)          | 0             | 2(10)     | 0         |